# 曹徳
曹 徳（そう とく、? - 193年）は、中国後漢末期の人物。父は曹嵩。兄は曹操。

## 生涯
『魏書』武帝紀注引『世語』によると、曹操は兗州を支配すると、琅邪郡に避難していた父や一族を兗州に迎えるため、泰山太守の応劭に助力を依頼した。徐州牧の陶謙は、応劭に先んじて兵を泰山郡華県に滞在していた曹嵩らの元へ派遣し、彼等を逮捕させた。曹嵩らは応劭を当てにして全く警戒していなかったため、無防備に一族郎党を殺害されてしまった。また、曹徳は門の中で陶謙の兵から真っ先に殺害されたとある。父や弟の死去を聞いた曹操は、復讐のため自ら徐州に進軍して攻撃し、民を虐殺した（武帝紀）。
同じく武帝紀注引である『呉書』（韋昭著）においては、陶謙配下の張闓が財宝に目がくらみ曹嵩一族を殺害したという話になっており、曹徳の名は見当たらない。また『後漢書』「宦者伝」には、曹嵩が少子曹疾とともに琅邪郡へ避難したという記述があるのみで、やはり曹徳の名はない。曹疾と曹徳が同一人物であるかどうかは不明である。
なお曹操の弟で、「海陽哀侯」という実名が不明の人物が、『魏書』夏侯淵伝のみに見られ、娘が夏侯淵の長男である夏侯衡の妻になったとあるが、これも海陽哀侯が曹徳（あるいは曹疾）のことであるかどうか不明である。
小説『三国志演義』では、『世語』と『呉書』の双方の記述を参照しているのか、曹徳と張闓どちらも登場する。